# Pieter Post
Pieter Post, född 1 maj 1608, död 8 maj 1669, var en nederländsk arkitekt.
Post företrädde i nedtonad form den av Andrea Palladio influerade holländska klassicismen inom byggnadskonsten som i Huis ten Bosch, Mauritshuis i Haag (påbörjat av Jacob van Campen) och rådhuset i Maastricht.